# Henk Hofstra (1904-1999)

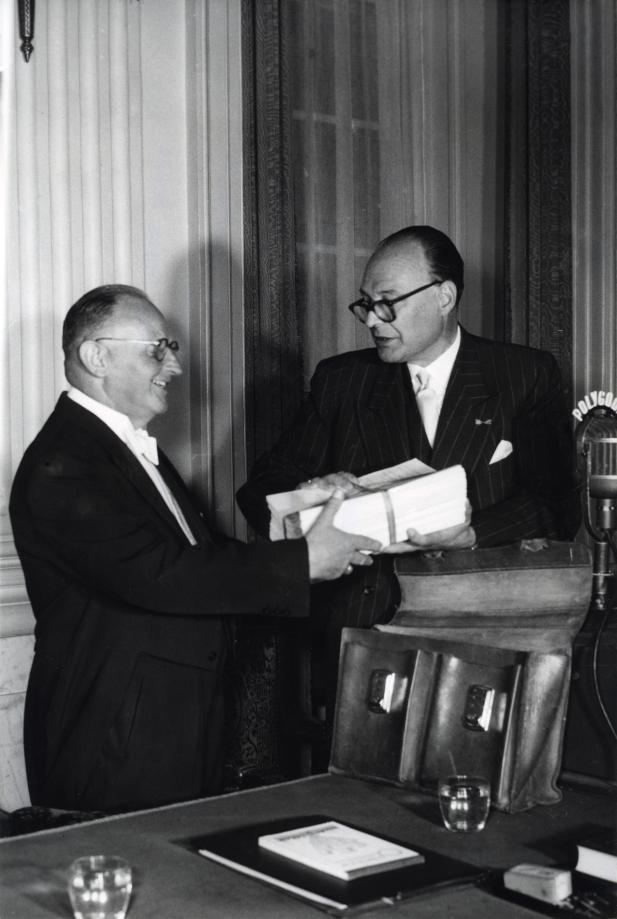
Prinsjesdag. Minister Hofstra breekt met een traditie en presenteert de miljoenennota 1957 tot verbazing van de Tweede Kamer niet in het koffertje, maar in een gewone aktetas. Links de bode die de miljoenennota in ontvangst neemt.

Hendrik Jan (Henk) Hofstra (Amsterdam, 28 september 1904 - Wassenaar, 16 februari 1999) was minister van Financiën in het Nederlandse kabinet-Drees III.
Na de vijfjarige HBS wordt hij in 1922 aangewezen als kandidaat-surnumerair van de Directe Belastingen, Invoerrechten en Accijnzen. In 1926 slaagt hij voor het examen en wordt Hofstra er als surnumerair in dienst genomen.

## 1933 - 1956: van inspecteur tot directeur
Van 1933 tot 1939 is Hofstra inspecteur op de afdeling Directe Belastingen van het ministerie van Financiën. Op eigen verzoek wordt hij per 16 november 1939 eervol uit deze functie ontslagen. Van 1939 tot 1945 is Hofstra belastingconsulent in Rotterdam. Van 1946 tot 1956 is hij directeur van de Centrale Arbeidersverzekeringsbank N.V. en van de N.V. de Centrale Algemene Verzekeringsmaatschappij. Hofstra (PvdA) is lid van de Tweede Kamer der Staten-Generaal van 20 november 1945 tot 3 juni 1946, en van 30 oktober 1946 tot 13 oktober 1956.

## 1956 - 1958: minister van Financiën
Hofstra wordt benoemd tot minister van Financiën. Hij vervult zijn ambt van 13 oktober 1956 tot 22 december 1958.
Hofstra wordt vervolgens vicepresident van Verolme Verenigde Scheepswerven NV, het scheepsbouwconglomeraat van de kleurrijke grootindustrieel Cornelis Verolme, dat in 1971 opgaat in Rijn-Schelde-Verolme oftewel RSV. In 1966 behaalt Hofstra zijn doctoraal economie in Amsterdam en wordt hij in hetzelfde jaar hoogleraar fiscaal recht aan de Universiteit Leiden. Hij overlijdt in 1999 op 94-jarige leeftijd in zijn woonplaats Wassenaar.
- Biografisch Portaal: 14136471
- Digitale Bibliotheek voor de Nederlandse Letteren: hofs030
- Gemeinsame Normdatei: 1145421091
- International Standard Name Identifier: 0000 0000 6714 7710
- Library of Congress Control Number: n78084894
- Nederlandse Thesaurus van Auteursnamen: 068191324
- Parlement.com: vg09ll1rkht4
- Système universitaire de documentation: 11427830X
- Virtual International Authority File: 52951238
- WorldCat: E39PBJvmHWg6Wbd68cV9RhVV4q